# Jōji Yanami
Jōji Yanami (八奈見 乗児, Yanami Jōji) est un seiyū né le 30 août 1931 et mort le 3 décembre 2021 à Tōkyō.

## Rôles
- Dragon Ball : Narrateur
- Dragon Ball Z : Narrateur, Maître Kaiô, Monsieur Brief, Babidi
- Dragon Ball GT : Narrateur, Maître Kaiô, Babidi
- Dragon Ball Super : Narrateur, Maître Kaiô
- Goldorak : Genzo Umon (Professeur Procyon)
- Gu-Gu Ganmo : Grand-mère d'Ayumi
- Yatterman : Boyacky
- One Piece : ”Boodle"
- Super Mario Bros. : Peach-Hime Kyushutsu Dai Sakusen! : Prêtre Koopa Troopa
- Keio Flying Squadron 2 - Dr Pon Eho et Grandpa